# المضخم الخطي

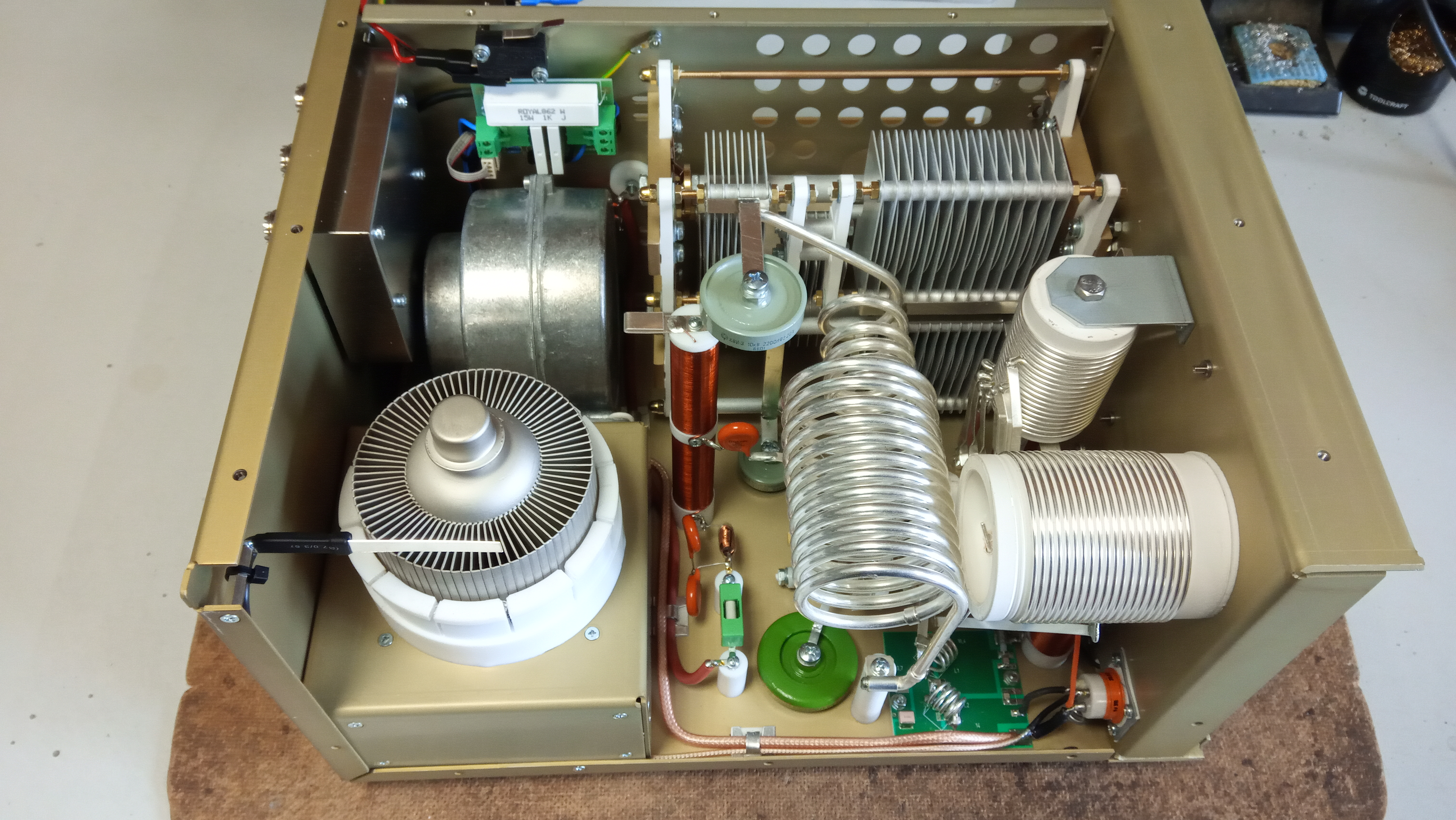
مكبر صوت خطي HF مفتوح بقدرة 2 كيلو وات من شركة OM-Power (سلوفاكيا)

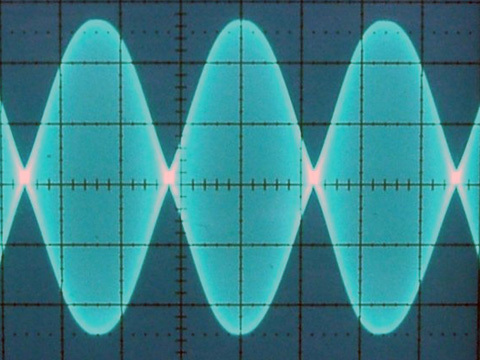
اختبار الخطية لجهاز إرسال أحادي النطاق الجانبي

المُضخِّم الخطي هو دائرة إلكترونية يكون فيها الخرج متناسبًا مع الدخل، لكنه قادر على توصيل قدرة كهربائية أعلى إلى الحمل. وغالبًا ما يُشير هذا المصطلح إلى نوع من مُضخِّمات القدرة في الترددات اللاسلكية (RF)، والتي قد تصل قدرتها الخارجة إلى الكيلوواط، وتُستخدم في مجال هواة الراديو. كما تُستخدم أنواع أخرى من المضخِّمات الخطية في أجهزة الصوت والمختبرات.
تشير الخطية إلى قدرة المُضخِّم على إنتاج إشارات تُعد نُسخًا دقيقة من الإشارة الداخلة. فالمُضخِّم الخطي يستجيب بشكل مستقل لمكونات التردد المختلفة، ويميل إلى عدم توليد تشوّه هارموني (توافقي) أو تشوّه ناتج عن التداخل بين الإشارات (intermodulation distortion).
ومع ذلك، لا يوجد مُضخِّم يتمتع بخطية مثالية، وذلك لأن العناصر المستخدمة في التضخيم – مثل الترانزستورات أو الأنابيب المفرغة – تتبع دوال تحويل غير خطية بطبيعتها، ويُعتمد على تقنيات دائرية لتقليل آثار هذه اللاخطية.
وتوجد عدة فئات من المُضخِّمات، يقدّم كلٌّ منها توازنًا مختلفًا بين تكلفة التنفيذ، والكفاءة، ودقة الإشارة.
لمُضخِّم الخطي هو دائرة إلكترونية يكون فيها الخرج متناسبًا مع الدخل، لكنه قادر على توصيل قدرة كهربائية أعلى إلى الحمل. وغالبًا ما يُشير هذا المصطلح إلى نوع من مُضخِّمات القدرة في الترددات اللاسلكية (RF)، والتي قد تصل قدرتها الخارجة إلى الكيلوواط، وتُستخدم في مجال هواة الراديو. كما تُستخدم أنواع أخرى من المضخِّمات الخطية في أجهزة الصوت والمختبرات.
تشير الخطية إلى قدرة المُضخِّم على إنتاج إشارات تُعد نُسخًا دقيقة من الإشارة الداخلة. فالمُضخِّم الخطي يستجيب بشكل مستقل لمكونات التردد المختلفة، ويميل إلى عدم توليد تشوّه هارموني (توافقي) أو تشوّه ناتج عن التداخل بين الإشارات (intermodulation distortion).
ومع ذلك، لا يوجد مُضخِّم يتمتع بخطية مثالية، وذلك لأن العناصر المستخدمة في التضخيم – مثل الترانزستورات أو الأنابيب المفرغة – تتبع دوال تحويل غير خطية بطبيعتها، ويُعتمد على تقنيات دائرية لتقليل آثار هذه اللاخطية.
وتوجد عدة فئات من المُضخِّمات، يقدّم كلٌّ منها توازنًا مختلفًا بين تكلفة التنفيذ، والكفاءة، ودقة الإشارة.

## شرح
تشير الخطية إلى قدرة المُضخِّم على إنتاج إشارات تُعد نُسخًا دقيقة من الإشارة الداخلة، ولكن عند مستويات طاقة أعلى عمومًا. ويمكن أن تؤثر عدة عوامل على كفاءة المُضخِّم، مثل ممانعة الحمل، وجهد التغذية، وتيار القاعدة الداخل، وقدرة الخرج. 
يمكن تصميم مضخِّمات من الفئة A (Class-A) لتتمتع بخطية جيدة، سواء في البنية أحادية النهاية (Single-ended) أو في بنية الدفع والسحب (Push-pull). أما المضخِّمات من الفئات AB1 وAB2 وB فيمكن أن تكون خطية فقط عند استخدام دائرة رنين مضبوطة (Tuned tank circuit)، أو عند اعتماد بنية الدفع والسحب، حيث يُستخدم عنصران نشطان (مثل الأنابيب أو الترانزستورات) لتضخيم الجزأين الموجب والسالب من دورة التردد اللاسلكي على التوالي.
أما مضخِّمات الفئة C (Class-C) فهي لا تتمتع بخطية في أي من البنى أو التوصيفات الممكنة.

## فئات مكبر الصوت
توجد عدة فئات من المضخِّمات، يقدّم كلٌّ منها توازنًا مختلفًا بين تكلفة التنفيذ، والكفاءة، ودقة الإشارة. وفيما يلي نبذة عن استخدام كل فئة في تطبيقات الترددات اللاسلكية (RF):
- - المضخِّمات من الفئة A (Class-A): تُعد من أقل الفئات كفاءة، إذ لا تتجاوز كفاءتها 50%. ويعمل عنصر التضخيم (سواءً كان ترانزستورًا أو أنبوبًا مفرغًا) خلال الدورة الكاملة للإشارة اللاسلكية. ويُضبط تيار الأنود المتوسط في الأنابيب المفرغة ليكون في منتصف الجزء الخطي لمنحنى تيار الأنود مقابل جهد انحياز الشبكة.
  - المضخِّمات من الفئة B (Class-B): يمكن أن تصل كفاءتها إلى 60–65%. ويعمل عنصر التضخيم خلال نصف دورة فقط من الإشارة، لكنها تتطلب قدرة قيادة كبيرة (Drive Power).
  - الفئة AB1: تُنحى الشبكة (Grid) بجهد سالب أكبر مما هو عليه في الفئة A.
  - الفئة AB2: يُطبّق انحياز سلبي أكبر من AB1، وغالبًا ما تكون الإشارة الداخلة أكبر حجمًا. وإذا أصبحت الشبكة موجبة أثناء التشغيل، فإن تيار الشبكة يزداد.
  - المضخِّمات من الفئة C (Class-C): تصل كفاءتها إلى نحو 75%، ويكون نطاق التوصيل حوالي 120° فقط من الدورة، ما يجعلها لا خطية بدرجة كبيرة. لذا فهي لا تُستخدم في أنظمة التضمين السعوي (AM)، بل تُستخدم في الأنظمة الأخرى مثل FM، والموجة المستمرة (CW)، ونقل التلكس عبر الراديو (RTTY). ويعمل عنصر التضخيم لأقل من نصف الدورة. وتُتيح هذه الكفاءة العالية إنتاج قدرة أعلى بنفس العنصر. على سبيل المثال، يمكن لأنبوبَي 4CX250B يعملان عند تردد 144 ميجاهرتز أن يقدّما 400 واط في فئة A، لكن عند العمل في فئة C يمكنهما تقديم 1000 واط دون خطر ارتفاع الحرارة، مع الحاجة لزيادة تيار الشبكة.
  - المضخِّمات من الفئة D (Class-D): تعتمد على تقنيات التبديل (Switching) لتحقيق كفاءة عالية غالبًا تتجاوز 90%، مما يقلل استهلاك الطاقة مقارنة بالفئات الأخرى. ورغم أن الكثيرين لا يعدّونها مضخِّمات خطية بسبب استخدامها نبضات رقمية في القيادة، إلا أن العديد من الشركات المصنعة للصوتيات والراديو دمجت تصميماتها ضمن التطبيقات الخطية. ورغم أن مضخِّمات القدرة من الفئة A تتميز بأفضل خطية، إلا أن كفاءتها منخفضة مقارنة بفئات أخرى مثل AB وC ومضخِّمات Doherty. ومع ذلك، فإن الكفاءة الأعلى تؤدي عادة إلى خطية أقل وتشويه في الخرج، قد يكون غير مقبول ويؤثر سلبًا على أداء النظام. لذا تُستخدم عادة مضخِّمات الفئة AB أو ما شابهها مع تقنيات تعويض الخطية، مثل: التغذية الراجعة (Feedback)، أو التغذية الأمامية (Feedforward)، أو التحريف المسبق (Predistortion) سواءً تم تطبيقه بشكل تماثلي (Analog) أو رقمي (Digital). في أنظمة التحريف المسبق الرقمي (DPD)، يتم تمثيل خصائص النقل غير الخطية للمضخِّم من خلال أخذ عينات من خرجه، ثم يُحسب العكس الرياضي لتلك الخصائص باستخدام معالج DSP. تُضرب الإشارة الرقمية في هذا العكس، ثم تُحوّل إلى التردد اللاسلكي وتُغذّى إلى مدخل المضخِّم. وبفضل التصميم الدقيق لاستجابة المضخِّم، يمكن لمحرك DPD تصحيح التشويه وتحقيق كفاءة أعلى. ومع تطوّر تقنيات المعالجة الرقمية للإشارات، أصبح التحريف المسبق الرقمي (DPD) يُستخدم على نطاق واسع في أنظمة مضخِّمات القدرة للترددات اللاسلكية. ولكي يعمل نظام DPD بشكل صحيح، يجب أن تكون خصائص مضخِّم القدرة مضبوطة بدقة، وتتوفر تقنيات دوائرية لتحسين أدائه بما يتناسب مع هذا الهدف.

على الرغم من أن مكبرات الصوت من الفئة A (PA) هي الأفضل من حيث الخطية، إلا أن كفاءتها ضعيفة إلى حد ما مقارنة بفئات التضخيم الأخرى مثل مكبرات الصوت "AB" و"C" وDoherty . ومع ذلك، فإن الكفاءة العالية تؤدي إلى عدم خطية أعلى، وسوف يكون مخرج PA مشوهًا، وغالبًا إلى الحد الذي يفشل في تلبية متطلبات أداء النظام. لذلك، يتم استخدام مكبرات الصوت من الفئة AB أو الاختلافات الأخرى مع بعض أشكال مخططات الخطية المناسبة مثل التغذية الراجعة أو التغذية الأمامية أو التشويه المسبق التناظري أو الرقمي (DPD). في أنظمة مكبر الصوت DPD، يتم نمذجة خصائص نقل مكبر الصوت عن طريق أخذ عينات من خرج PA ويتم حساب الخصائص العكسية في معالج DSP. يتم ضرب إشارة النطاق الأساسي الرقمية بعكس خصائص النقل غير الخطية PA، وتحويلها إلى ترددات RF وتطبيقها على مدخل PA. بفضل التصميم الدقيق لاستجابة PA، يمكن لمحركات DPD تصحيح تشوه خرج PA وتحقيق كفاءات أعلى.
مع التقدم في تقنيات معالجة الإشارة الرقمية، أصبح التشوه الرقمي المسبق (DPD) يستخدم الآن على نطاق واسع في أنظمة مكبر الطاقة RF . لكي يعمل DPD بشكل صحيح، يجب أن تكون خصائص مكبر الطاقة مثالية وتتوفر تقنيات الدائرة لتحسين أداء PA. 

## راديو الهواة

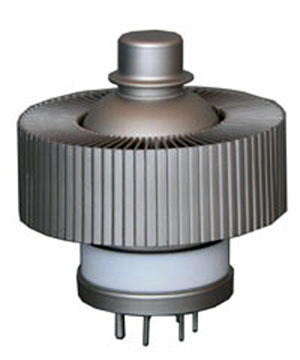
ثلاثي القطب الكهربائي Eimac 3CX1500A7

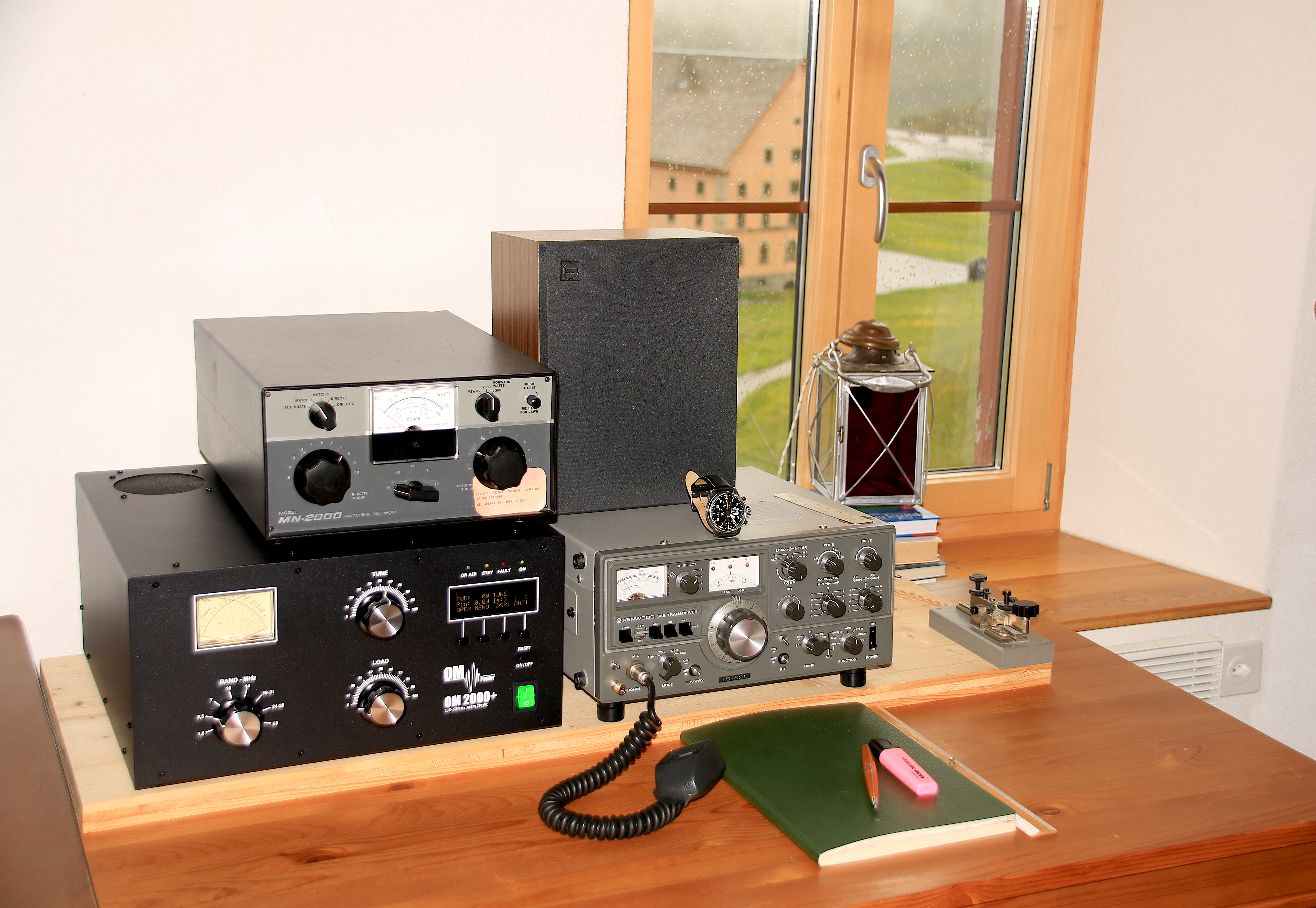
محطة راديو مزودة بمضخم طاقة من شركة OM-Power
(الصندوق الأسود على الجانب الأيسر)

لا تزال بعض مكبرات الصوت الخطية المصنعة تجاريًا بقدرة من كيلووات إلى كيلوواتين والمستخدمة في الراديو للهواة تستخدم الأنابيب المفرغة (الصمامات) ويمكنها توفير تضخيم طاقة التردد اللاسلكي من 10 إلى 20 مرة (10 إلى 13 ديسيبل). على سبيل المثال، سيتم تضخيم جهاز الإرسال الذي يحرك المدخل بقوة 100 واط إلى 2000 واط (2 كيلوواط) الإخراج إلى الهوائي. تعتبر مكبرات الصوت الخطية ذات الحالة الصلبة أكثر شيوعًا في نطاق 1000 وات ويمكن تشغيلها بما يصل إلى 5 وات فقط.  تسمح أجهزة الطاقة الحديثة التي تستخدم تقنية LDMOS بمكبرات طاقة RF خطية أكثر كفاءة وفعالية من حيث التكلفة لمجتمع الراديو للهواة. 
تعتمد مكبرات الصوت الخطية ذات الأنابيب المفرغة الكبيرة بشكل عام على أنبوب أو أكثر من الأنابيب المفرغة المزودة بمصدر طاقة عالي الجهد لتحويل كميات كبيرة من الطاقة الكهربائية إلى طاقة تردد لاسلكي. تحتاج مكبرات الصوت الخطية إلى العمل مع التحيز من الفئة A أو الفئة AB ، مما يجعلها غير فعالة نسبيًا. على الرغم من أن الفئة C تتمتع بكفاءة أعلى بكثير، إلا أن مكبر الصوت من الفئة C ليس خطيًا، وهو مناسب فقط لتضخيم إشارات الغلاف الثابت . تتضمن هذه الإشارات FM وFSK و MFSK وCW ( شفرة مورس ).  

## محطات البث الإذاعي
مراحل إخراج أجهزة إرسال البث الإذاعي AM الاحترافية التي تصل إلى 50 يجب أن تكون كيلووات خطية ويتم إنشاؤها الآن عادةً باستخدام تقنيات الحالة الصلبة. لا تزال الصمامات المفرغة الكبيرة تُستخدم في أجهزة إرسال البث الدولية ذات الموجات الطويلة والمتوسطة والقصيرة من 500 كيلوواط حتى 2 م.و.